# Lotti Törnros
Ann-Charlotte "Lotti" Törnros, född 22 augusti  1972 i Malmö, är en svensk skådespelare, regissör, singer-songwriter och performanceartist.
Lotti Törnros startade Teater Scenario 1996 tillsammans med bland andra Daniela Kullman och Andreas Boonstra. 

## Filmografi
- Puss av Johan Kling. Regi: Johan Kling (St Paul Film 2009, premiär 20 augusti 2010)[1]
- Arne Dahl: Ont blod Regi: Mani Maserrat, (TV-film 2012)[2]
- Flimmer av Patrik Eklund (2012)[3]
- Allt faller av Jonas Gardell, Regi: Henrik Schyffert, (TV-serie 2013)[4]
- En duva satt på en gren och funderade på tillvaron av Roy Andersson (2014)
- 2019 – Playa del Sol (TV-serie)

## Teater

### Regi (ej komplett)
| År   | Produktion                       | Upphovsmän     | Teater             |
| ---- | -------------------------------- | -------------- | ------------------ |
| 1999 | Vernissage                       | Václav Havel   | Teater Scenario    |
| 2007 | Jag vill att man ska tala om mig | Kajsa Svensson | LIMBO, Kulturhuset |

### Roller (ej komplett)
| År   | Roll                    | Produktion | Regi                                       | Teater                                                   |
| ---- | ----------------------- | --- | ------------------------------------------ | -------------------------------------------------------- |
| 2000 |                         | När giftet verkar Christian Augrell                                                                                          | Cilla Dunås                                | Kilen, Kulturhuset                                       |
| 2001 | Angelina                | Hon som inte är jag Daniela Kullman                                                                                          | Maria Löfgren Anna Harling Karin Andersson | Teater Scenario                                          |
| 2003 | Mamman                  | Söndag Dennis Magnusson | Dennis Magnusson                           | Teater Scenario                                          |
| 2005 |                         | Mitt liv som tjock Lotti Törnros                                                                                             | Jojo Tuulikki Oinonen                      | Teater Scenario 2004 Riksteatern 2005-2006 Teater Lilith |
| 2011 |                         | En fet föreställning Lotti Törnros                                                                                           | Lotti Törnros, Coach: Suzanne Osten        | Ung scen/öst Unga Klara                                  |
| 2013 | Monika                  | Världens lyckligaste kycklingar Gertrud Larsson                                                                              |                                            | Stockholms Stadsteater                                   |
| 2015 | Astrid Lindgren, lärare | Vågen (The Wave) Ron Jones                                                                                                   | Carolina Frände                            | Kulturhuset Stadsteatern                                 |
| 2017 | Ida                     | Hemsöborna August Strindberg                                                                                                 | Stefan Metz                                | Kulturhuset Stadsteatern                                 |
| 2018 | Ils dotter              | Besök av en gammal dam (Der Besuch der alten Dame) Friedrich Dürrenmatt                                                      | Katrine Wiedemann                          | Kulturhuset Stadsteatern                                 |
| 2018 | Frid m.fl               | Krilon Eyvind Johnson | Carolina Frände                            | Kulturhuset Stadsteatern                                 |
| 2021 |                         | Inatt blir allting annorlunda - Discoteca Paraiso (Diese Nacht wird alles anders - Discoteca paraiso) Roland Schimmelpfennig | Martin Rosengardten                        | Kulturhuset Stadsteatern                                 |
| 2022 |                         | Dance Nation Clare Barron | Martin Rosengardten                        | Kulturhuset Stadsteatern                                 |